# George Orton

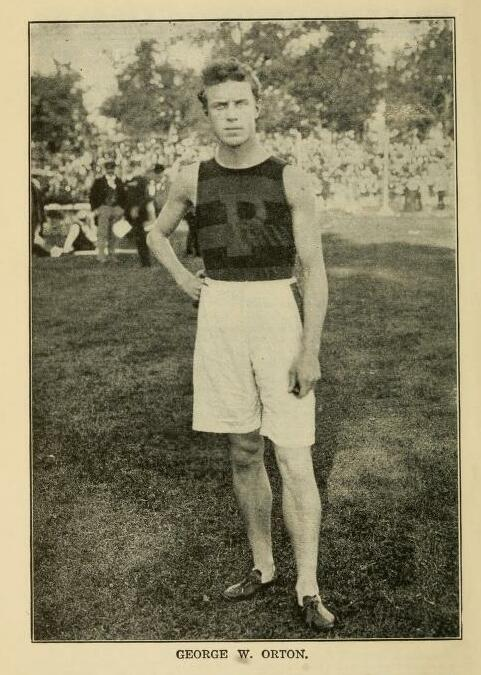
George Orton.

George Washington Orton (* 10. Januar 1873 in Strathroy, Ontario; † 26. Juni 1958 in Meredith, New Hampshire) war ein Mittelstreckenläufer und der erste Kanadier, der Olympiasieger wurde. Er gilt als der Erfinder von Rückennummern auf den Trikots von Sportlern im Mannschaftssport.
Orton studierte zunächst an der University of Toronto, bevor er dann 1893 an die University of Pennsylvania wechselte. Schon damals zählte er zu den besten Mittelstreckenläufern Nordamerikas. Er gewann kanadische, US-amerikanische und britische Meistertitel über 1 Meile, 2 Meilen und im Hindernislauf. Sein kanadischer Landesrekord über 1 Meile (4:21,8 min) blieb während 30 Jahren ungeschlagen. Insgesamt gewann er 121 Rennen. 1896 machte er seinen Abschluss als Ph.D. (Doctor of Philosophy), blieb jedoch weiterhin sportlich aktiv. Seine Karriere als Sportler ist erstaunlich, da er nach einem Unfall mit drei Jahren so schwer verletzt war, dass er erst mit zehn richtig laufen konnte. Sein rechter Arm war zeitlebens dysfunktional. Orton spielte aber dennoch auch sehr gut Eishockey.
Der Höhepunkt seiner Karriere waren die Olympischen Spiele 1900 in Paris. Weil er der Mannschaft einer US-amerikanischen Universität angehörte (damals gab es noch keine Nationalmannschaften), fand man erst nach einigen Jahren heraus, dass er eigentlich Kanadier ist. Orton startete in drei Wettbewerben, den Hindernisläufen über 2500 und 4000 Meter sowie im 400-Meter-Hürdenlauf. Über 4000 Meter erreichte er lediglich den fünften Platz, wurde jedoch Olympiasieger über 2500 Meter. Im Hürdenlauf wurde er Dritter (damals gingen die Drittplatzierten noch leer aus).
Später war er Trainer an der Pennsylvania University und schrieb ein Buch über die Leichtathletikgeschichte dieser Universität sowie andere Bücher mit Bezug zum Sport, u. a. Lauftechniken. Er beherrschte neun Sprachen und starb im Alter von 85 Jahren.